# آندرئا گوئرا
آندرئا گوئرا (ایتالیایی: Andrea Guerra؛ زادهٔ ۲۲ اکتبر ۱۹۶۱) یک موسیقی‌دان و آهنگساز اهل ایتالیا است.
از فیلم‌ها یا مجموعه‌های تلویزیونی که وی در آن‌ها نقش داشته‌است، می‌توان به دیو و دلبر، نرون، یک پزشک در خانواده، مخصوصاً یکشنبه، پنجره‌های روبرو، هتل رواندا، در جستجوی خوشبختی، با من از عشق بگو، نُه، اقدامات فوق‌العاده، نامه‌هایی به ژولیت، بازی برای یادگاری، چقدر عجیبه اسمت فدریکو باشه، سپید چون شیر، سرخ چون خون و طرفدار اشاره نمود.